# Henry Taube
Henry Taube, Ph.D, M.Sc, B.Sc., FRSC (født 30. november 1915, død 16. november 2005) var en canadisk født amerikansk kemiker, der modtog nobelprisen i kemi i 1983 for "sit arbejde med mekanismerne i elektronoverførselsreaktioner, særligt i metalkomplekser." Han var den anden canadisk fødte kemiker, der modtog denne nobelpris, og han er fortsat den eneste nobelprismodtager fra Saskatchewan. Taube blev uddannet på University of Saskatchewan, og læste herefter en Ph.D fra University of California, Berkeley. Efterfølgende arbejdede han på Cornell University, University of Chicago og Stanford University.
Udover nobelprisen modtog Taube også andre store videnskabelige hæderspriser, inklusive Priestley Medal i 1985 og to Guggenheim Fellowships tidligt i hans karriere (1949 og 1955), samt adskillige æresdoktorater. Hans forskning omhandlede primært redoxreaktioner, overgangsmetaller og brugen af isotopmærkede forbindelser til at følge reaktioner. Han havde over 600 publikationer inklusive én bog, og han var vejleder for over 200 studerende i løbet af sin karriere.
Taube og hans kone havde tre børn, og hans søn Karl er antropolog på University of California Riverside.